# Charles Badham
Charles Badham (Ludlow, Shropshire, 19 de julho de 1813 – Sydney, 27 de fevereiro de 1884) foi um sacerdote anglicano e professor universitário inglês, muito atuante na Austrália.

## Juventude
Badham nasceu em Ludlow, Shropshire, o quarto filho de Charles Badham, tradutor de Juvenal, excelente estudioso da Antiguidade Clássica e regius professor de Medicina na Universidade de Glasgow; e de Margaret Campbell, prima do poeta escocês Thomas Campbell. Seu irmão mais velho, Charles David Badham, foi médico e escritor popular.
Quando tinha aproximadamente sete anos de idade, Badham, juntamente com seus três irmãos, foi enviado para a Suíça para estudar com Johann Heinrich Pestalozzi. De volta à Inglaterra em 1826, frequentou o Eton College, e em 1830 recebeu uma bolsa de estudos para continuar sua formação no Wadham College, em Oxford. Em 1837, Badham foi para a Itália, onde se ocupou do estudo de manuscritos antigos, em especial, os da Biblioteca Apostólica Vaticana. Foi nessa ocasião que começou uma longa amizade com o filólogo clássico neerlandês Carel Gabriel Cobet. Passou depois algum tempo na Alemanha, e em seu retorno a Inglaterra, obteve o grau acadêmico de Masters of Arts pelo colégio Peterhouse, Cambridge, em 1847.

## Carreira
Tendo sido ordenado sacerdote da Igreja Anglicana em 1848, Badham foi nomeado diretor da escola secundária de Louth, Lincolnshire (1851–1854). Em 1852, em Cambridge, recebeu o grau acadêmico de Doctor of Divinity (DD) - tradicionalmente o mais alto doutorado religioso concedido por universidades, geralmente conferido a um erudito religioso - foi nomeado em 1854, diretor da escola privada de Edgbaston, atualmente, uma área da cidade de Birmingham. Em 1860 recebeu o grau honorário de Doutor em Letras (D.Litt.) pela Universidade de Leiden. Em 1863 foi nomeado um dos examinadores em Estudos Clássicos da Universidade de Londres.
Em 1867 Badham deixou a Inglaterra para assumir o cargo de professor de Estudos Clássicos e Lógica na Universidade de Sydney, Austrália, cargo este que ocupou desde que chegou em abril, até sua morte. A universidade havia sido fundada há cerca de quinze anos, contava com menos de quarenta alunos, e as funções oficiais de professor não eram pesadas. Mas Badham, não se contentou em descansar em um remanso e ele mesmo tomou a iniciativa de escrever para os principais jornais de Nova Gales do Sul se oferecendo para corrigir os exercícios dos estudantes que quisessem estudar latim, grego, francês ou alemão, no país. Alguns anos depois, viajou por toda a Austrália realizando encontros e se esforçando para que as pessoas se interessassem pelo estudo universitário além de oferecer bolsas de estudo para estudantes pobres.
Quando o governo de Nova Gales do Sul decidiu criar uma grande biblioteca pública em Sydney, Badham foi nomeado curador e eleito primeiro presidente dos curadores. Ele adquiriu grande interesse pela biblioteca, e seu amplo conhecimento foi de inestimável valor nos primeiros anos de sua fundação. Badham se tornou o representante da Universidade, e seus discursos nas formaturas anuais eram ansiosamente aguardados. Ele sempre insistiu para que fosse exigido o mesmo grau de conhecimento nas aprovações em Sydney, assim como era exigido nas principais universidades britânicas, e ele não poupou esforços em ajudar seus alunos a alcançar esse padrão.

## Velhice e legado
Em agosto de 1883, a câmara municipal de Sydney ofereceu a Badham um almoço em comemoração ao aniversário de seus setenta anos, e apesar de sua saúde já dar sinais de fraqueza, um dos mais jovens ali presentes mais tarde registrou que: "o discurso de Badham foi inesquecível". Em 1º de setembro de 1883, em uma carta a The Sydney Morning Herald, Badham sugeriu pela primeira vez, que as palestras noturnas deveriam ser criadas na Universidade. Ele esteve doente durante todo o ano e em dezembro sua doença se agravou. Morreu em 26 de fevereiro de 1884, quase após ter escrito uma carta de despedida em latim para o seu velho amigo Carel Gabriel Cobet.
Badham foi casado duas vezes e deixou uma viúva, quatro filhos e quatro filhas. Uma seleção de seus Speeches and Lectures foi publicada em Sydney em 1890, e há uma bolsa de estudos em sua memória na Universidade de Sydney. Em seu funeral, o caixão foi levado para a sepultura por antigos alunos que receberam as bolsas de estudo para o qual ele tanto se empenhou. Foram eles que subscreveram o monumento sobre seu túmulo, bem simples como ele teria desejado.
Os conhecimentos de Badham sobre Estudos Clássicos foram reconhecidos pelos mais famosos críticos europeus, como Carel Gabriel Cobet, Ludwig Preller, Karl Wilhelm Dindorf, Friedrich Wilhelm Schneidewin, August Meineke, Albrecht Ritschl e Constantin von Tischendorf; e na Austrália, por James Martin, William Forster e William John Macleay. Como muitos mestres que são bons estudiosos e mesmo bons professores, ele não foi um sucesso profissional; e sua personalidade pode ter ficado no caminho de seu avanço. Ele permanece praticamente desconhecido no Reino Unido.
Badham publicou edições de Eurípides, Helena e Ifigênia em Táuris (1851), Íon (1851); Filebo de Platão (1855, 1878); Laques e Eutidemo (1865), Fedro (1851), Simpósio (1866) e Epístolas (1866). Ele também contribuiu para revistas clássicas, como Mnemosine. Seu Adhortatio ad Discipulos Academiae Sydniensis (1869) contém uma série de emendas de Tucídides e outros autores clássicos. Badham também publicou “The Text of Shakespere” em Cambridge Essays (1856); Criticism applied to Shakespere (1846); Thoughts on Classical and Commercial Education (1864). Uma edição de colecionador de seu Speeches and Lectures delivered in Australia (Sydney, 1890) contém um livro de memórias por Thomas Butler.